# 朴景利
朴 景利（パク・キョンニ 박경리、1926年12月2日 - 2008年5月5日）は、大韓民国の小説家、詩人。本名は朴 今伊（パク・クミ、박금이）。

## 概説
慶尚南道統営生まれ。ソウル家庭保育師範学校（現・世宗大学校）卒業。1955年から執筆活動を始め、1980年から江原道原州市に創作の拠点を移した。代表作である大河小説『土地』は、1969年から1994年まで25年にわたって書き継がれ、韓国の国民文学に位置づけられるベストセラー小説である。2008年4月4日に脳卒中で入院した後、意識不明の状態になり、集中治療室で治療を受けていたが、同年5月5日、午後3時ごろソウルで没した。享年81。詩人の金芝河は女婿。

## 作品
- 김약국의 딸들（キム薬局の娘たち）
- 불신시대（不信時代）
  - 『雨日和 (韓国文学の源流　短編選) 』所収「不信時代」 書肆侃侃房、2023年
- 암흑시대（暗黒時代）
- 표류도（漂流島）
- 나비와 엉겅퀴（蝶とあざみ）
- 가을에 온 여인（秋に来た女）
- 파시（波市)
- 시장과 전장（市場と戦場）
- 성녀와 마녀（聖女と魔女）
- 생명의 아픔（命の痛み）
- 토지（土地）
  - 『土地』1〜8巻 福武書店、1983〜1986年
  - 『土地』1〜6巻 講談社、2011〜2012年
  - 『完全版 土地』1〜20巻 クオン 、2016年〜2024年

## その他
- 朴景利文学賞